# ヨハン・トルン・プリッカー

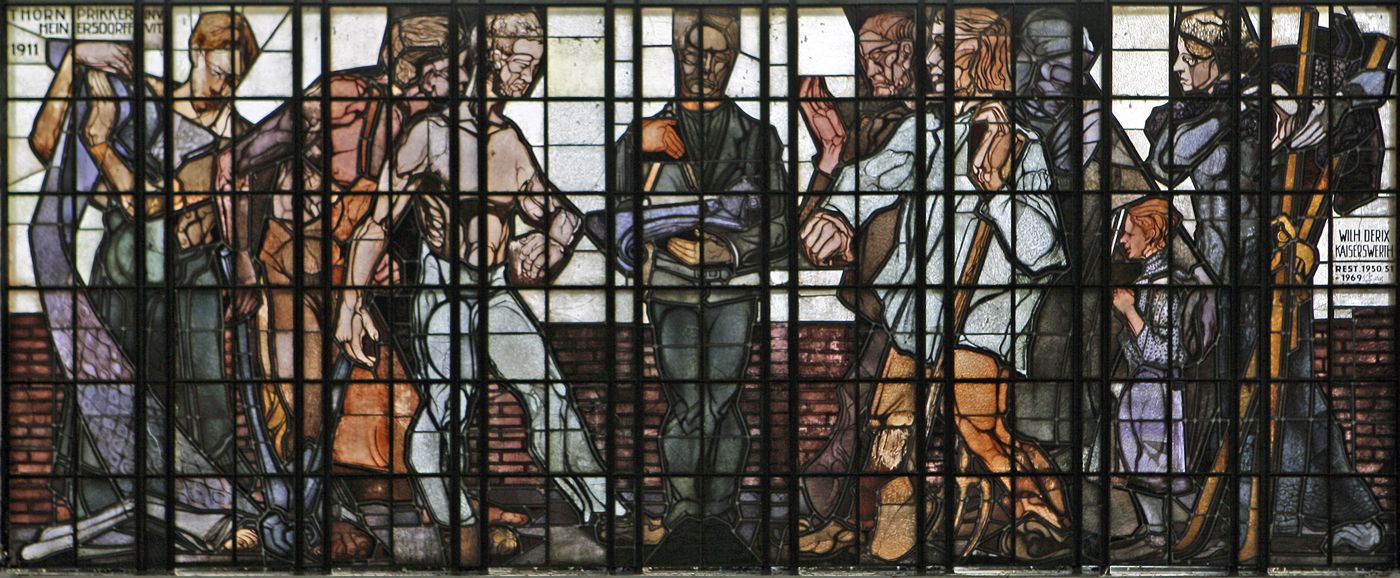
ハーゲンの施設のステンドグラス

ヨハン・トルン・プリッカー（Johan Thorn Prikker、1868年6月6日 - 1932年3月5日）はオランダ生まれの画家、デザイナーである。世界的なアーツ・アンド・クラフツ運動の中で、家具やステンドグラスやモザイクなどの建築の装飾、本の装丁などもした。象徴主義や印象主義、アール・ヌーヴォーなど様々なスタイルの作品を制作した。

## 略歴
デン・ハーグで生まれた。1881年から1887年の間、ハーグの王立美術アカデミーで学ぶが卒業はしなかった 。ベルギーで活動していた友人の画家、ヤン・トーロップからベルギーの前衛的な美術家グループの展覧会「20人展」の作品を1890年に紹介され、象徴主義の作品を描くようになり、1892年に文学者で美術評論家のジョセファン・ペラダンに、象徴主義の展覧会、「薔薇十字サロン」（Salon de la Rose + Croix）に招待された。
1898年にはハーグの"Arts & Crafts" gallery の美術監督になった 。このギャラリーでは美術作品のほかに、アール・ヌーヴォーの家具や商品を売った。ベルギーのデザイナー、アンリ・ヴァン・デ・ヴェルデと知り合い、ヴァン・デ・ヴェルデの作品の影響を受けて家具のデザインを始めた。その年、結婚するが、妻は一年ほど後に流産から亡くなった。1900年にギャラリーの経営者と仲違いしてギャラリーを辞めた。翌年ヴァン・デ・ヴェルデがスヘフェニンゲンで建築した「Villa De Zeemeeuw」の装飾などの仕事をした。
1904年にドイツに移り、ドイツ西部のクレーフェルトに新たに設立された工芸学校の教授となり、学生を教える一方家具や布地のデザインをした 。1910年に教師を辞め、前衛芸術のパトロンのオストハウス(Karl Ernst Osthaus)に招かれ、ハーゲンに移り、壁画やモザイク画、ステンドグラスの多くの依頼を受けるようになった。ハーゲン滞在中にエッセンの工芸学校で教えた。プリッカにステンドグラスの技術を学んだアーティストには有名な現代美術家ヨゼフ・アルバースがいる。
その後もミュンヘンで工芸を教え、デュッセルドルフ美術アカデミーやケルンの工芸学校などでも教え、ケルンで亡くなった。

## 作品

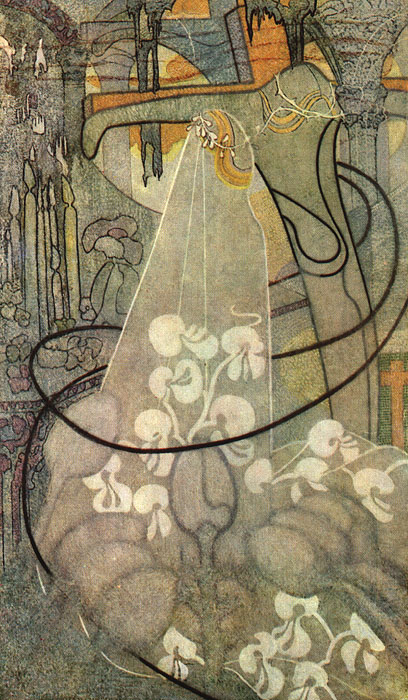
花嫁 (c.1892)
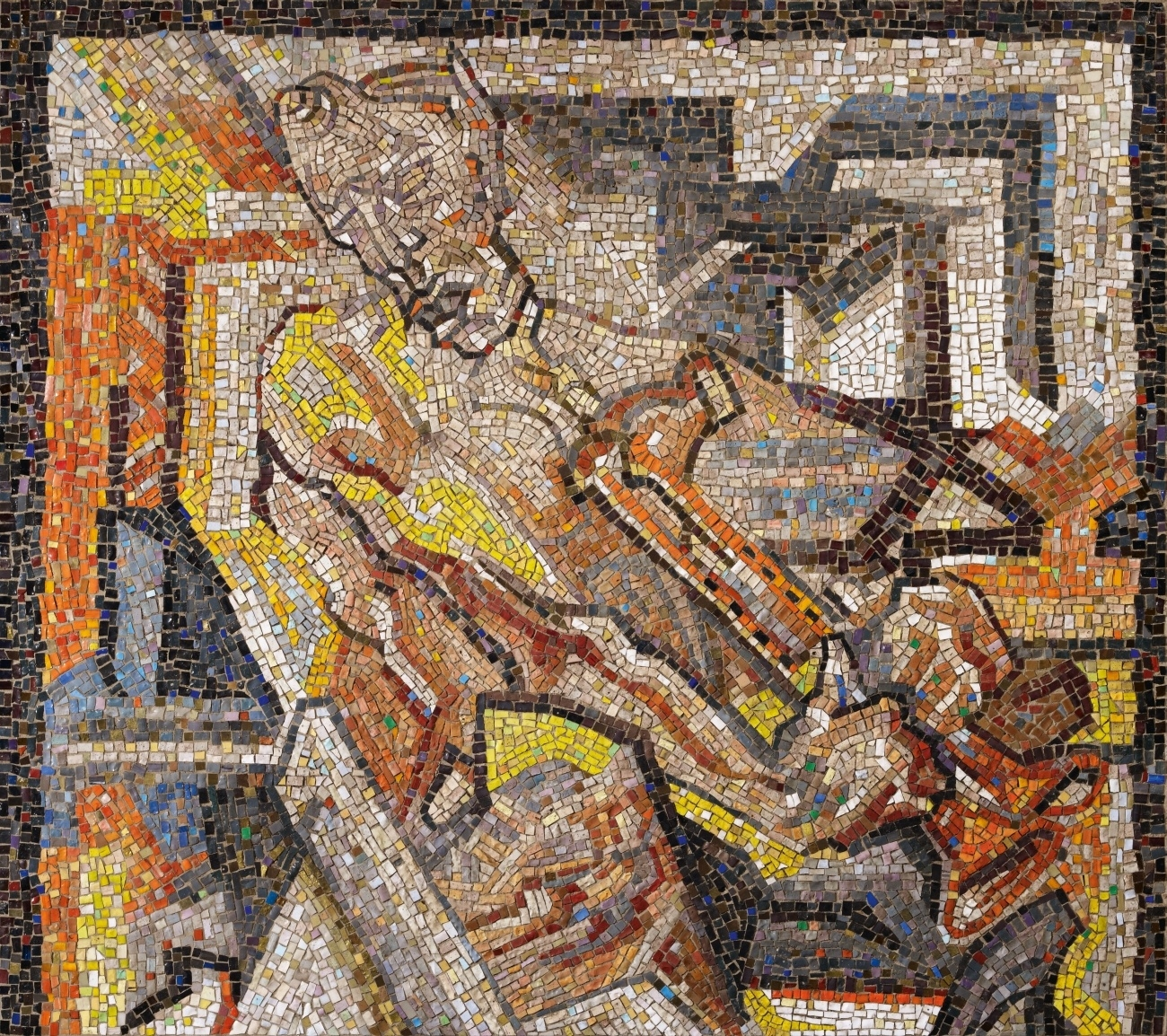
モザイク画"Geistliche und weltliche Musik"(1925)
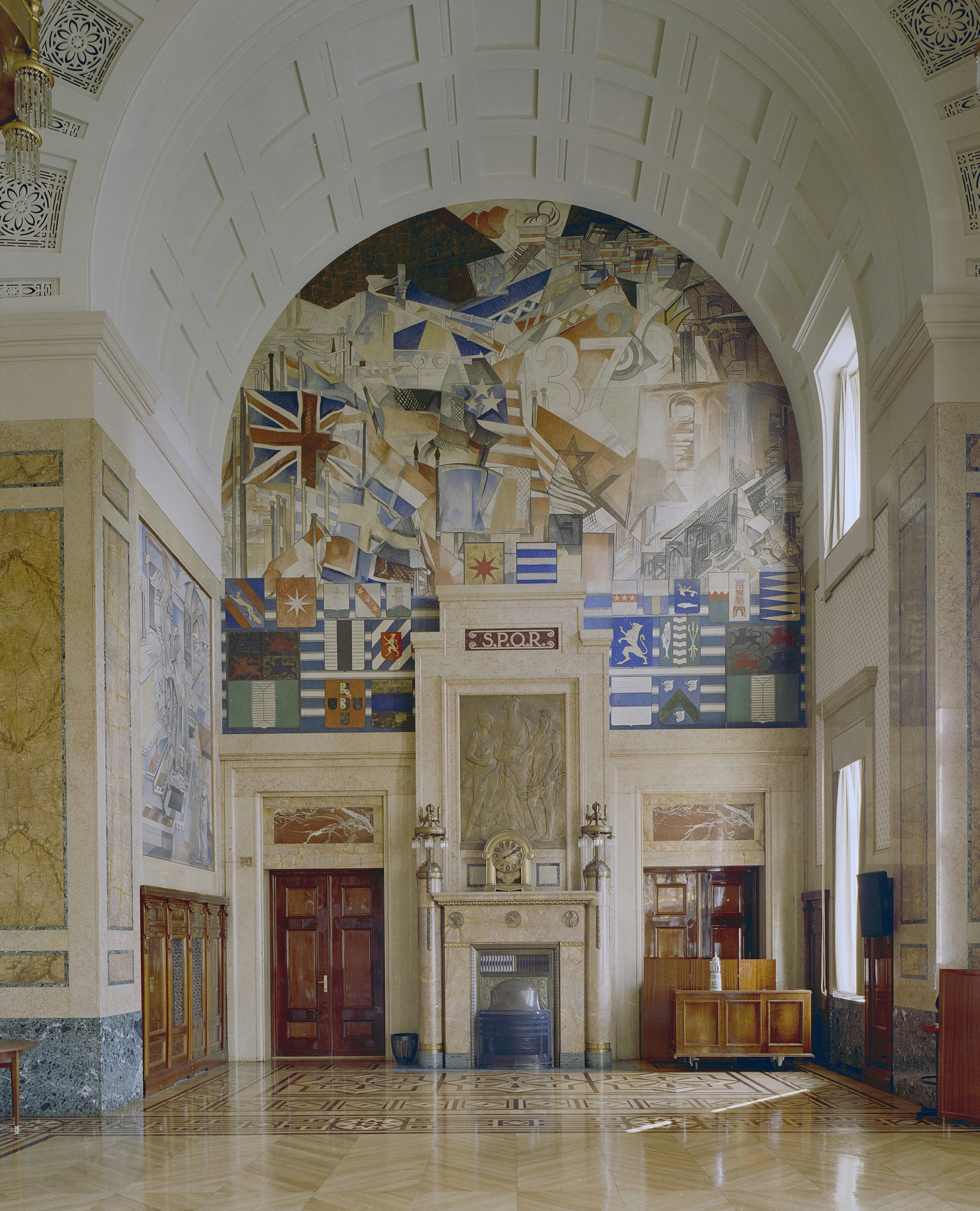
壁画
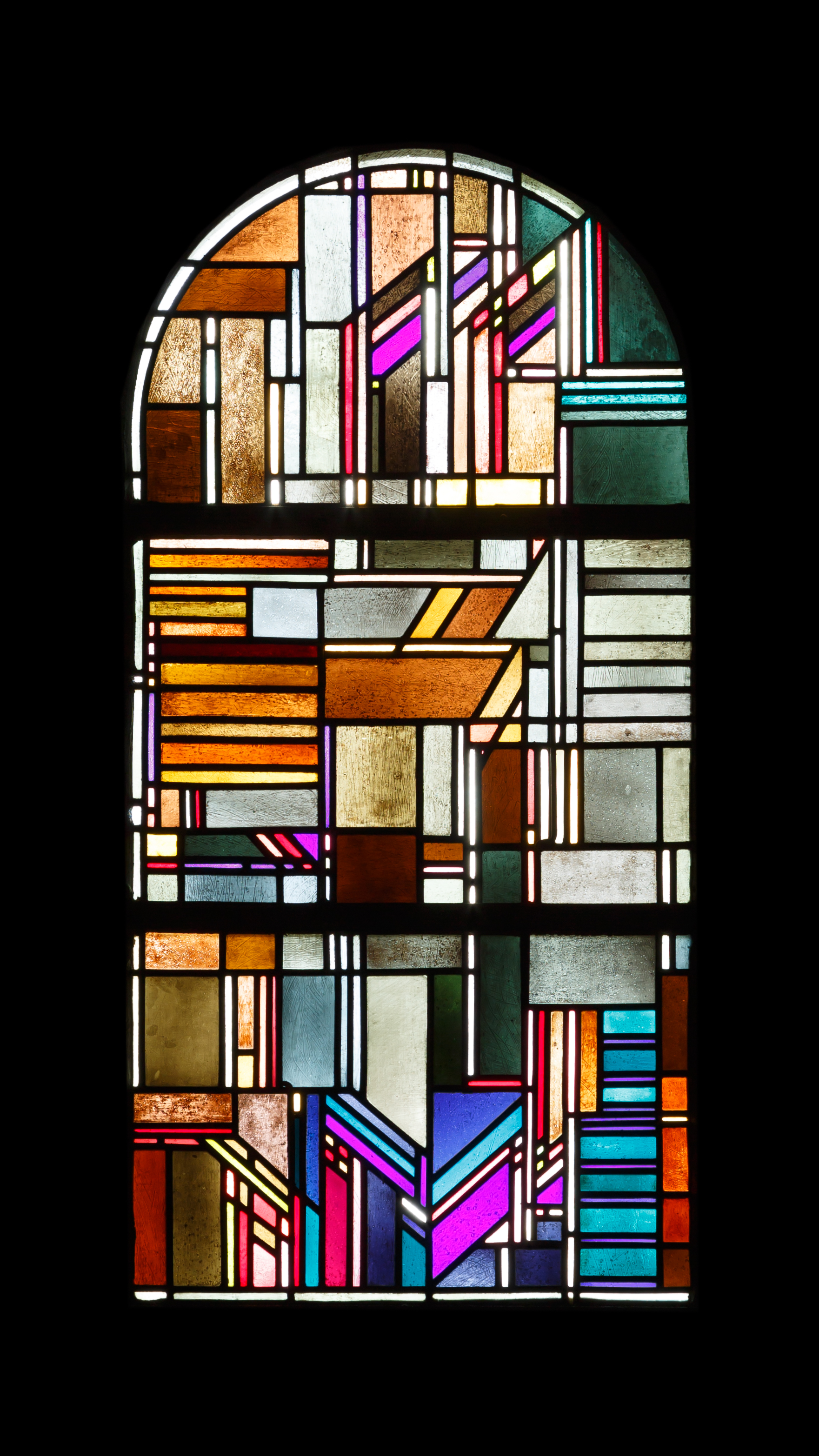
ステンドグラス

## 関連図書
- Christiane Heiser, Kunst-Religion-Gesellschaft. Das Werk von Johan Thorn Prikker zwischen 1890 und 1912. Vom niederländischen Symbolismus zum Deutschen Werkbund, Doctoral thesis, University of Groningen, 2008 ISBN 978-90-367-3586-5
- Christiane Heiser, Mienke Simon Thomas and Barbara Til, Johan Thorn Prikker: De Jugendstil voorbij, Drukkerij Die Keure, 2010 ISBN 978-90-691-8250-6